# Rokometni klub Metlika
Rokometni klub Metlika je slovenski rokometni klub  iz Metlike. Članska ekipa trenutno nastopa v tretji slovenski ligi imenovani 2. liga.